# Väkkäräjärvi
Väkkäräjärvi är en sjö i Kiruna kommun i Lappland och ingår i Torneälvens huvudavrinningsområde. Sjön har en area på 2,14 kvadratkilometer och ligger 362 meter över havet. Sjön avvattnas av vattendraget Sautusjoki.

## Delavrinningsområde
Väkkäräjärvi ingår i det delavrinningsområde (754450-169933) som SMHI kallar för Utloppet av Väkkäräjärvi. Medelhöjden är 405 meter över havet och ytan är 14,25 kvadratkilometer. Det finns inga avrinningsområden uppströms utan avrinningsområdet är högsta punkten. Sautusjoki som avvattnar avrinningsområdet har biflödesordning 2, vilket innebär att vattnet flödar genom totalt 2 vattendrag innan det når havet efter 386 kilometer. Avrinningsområdet består mestadels av skog (85 procent). Avrinningsområdet har 2,13 kvadratkilometer vattenytor vilket ger det en sjöprocent på 15 procent.